# Šen-čou 3
Šen-čou 3 (čínsky pchin-jinem Shénzhōu sānhào, Shénzhōu 3, znaky 神舟三号; česky Božská loď 3) byl třetí nepilotovaný let na lodi Číny. Let se uskutečnil v roce 2002 a měl otestovat systémy na podporu života ve vesmíru. Na palubě byla figurína, na níž se simulovaly fyziologické lidské signály - tlukot srdce, puls, dýchání a metabolismus. Návratový modul přistál v oblasti vnitřního Mongolska.